# Вотерсон Парк (Кентаки)
Вотерсон Парк (енгл. Watterson Park) град је у америчкој савезној држави Кентаки.

## Демографија
По попису из 2010. године број становника је 976, што је 23 (2,4%) становника више него 2000. године.
| Група             | 2000.       | 2010.       |
| Белци             | 744 (78,1%) | 558 (57,2%) |
| Афроамериканци    | 159 (16,7%) | 207 (21,2%) |
| Азијати           | 14 (1,5%)   | 6 (0,6%)    |
| Хиспаноамериканци | 6 (0,6%)    | 190 (19,5%) |
| Укупно            | 953         | 976         |